# Ягизаров, Гаджи Мурад
Гаджи Мурад Гаджи Ахмедович Ягиазаров (азерб. Hacımurad Hacı Əhməd oğlu Yagizarov; 18 июля 1939, Баку, Азербайджанская ССР) — советский и азербайджанский актёр. Народный артист Азербайджанской ССР (1982).

## Биография
Родился 18 июля 1939 году в Баку. Закончил Азербайджанский институт искусства (1962). Работает в театре русской драмы им. С. Вургуна. Снимается в кино с 1958 года.
Играл Сулеймана («Аршин мал алан», 1966), Мурада («Человек бросает якорь», 1968), Халифа Мамуна («Бабек», 1982) и др. Снялся в украинском фильме «Тайна корабельных часов» (1983).
Член КПСС с 1973 по 1991 год.

## Фильмография
- 1958 — На дальних берегах — партизан
- 1958 — Мачеха — Аяз
- 1960 — Маттео Фальконе — солдат (в титрах не указан)
- 1961 — Жизнь учит
- 1962 — Великая опора — Ширзад, секретарь парторганизации
- 1964 — Улдуз
- 1966 — Аршин Мал-Алан — Сулейман
- 1967 — Человек бросает якорь — Мурад
- 1969 — В одном южном городе — писатель Джангир
- 1973 — Попутный ветер — князь Талыбов
- 1979 — Простите нас — Валид
- 1981 — Послезавтра, в полночь — Мустафа Мамедов
- 1984 — Рыцари чёрного озера — Фаттахов
- 2011 — «Не бойся, я с тобой! 1919» — военный министр

## Признания и награды
- Орден «Честь» (1 августа 2019 года) — за заслуги в развитии азербайджанской культуры[2].
- Орден «Слава» (28 октября 2009 года) — за заслуги в развитии театрального искусства и кинематографии Азербайджана[3].
- Народный артист Азербайджанской ССР (1 декабря 1982 года).
- Заслуженный артист Азербайджанской ССР (1 июня 1974 года).
- Премия КГБ СССР и Государственной премии Республики за роль чекиста Мустафы Мамедова в фильме Послезавтра, в полночь (1986).
- Персональная пенсия Президента Азербайджанской Республики (23 декабря 2004 года)[4].